# Nicola Yoon
Nicola Yoon es una escritora estadounidense de literatura juvenil. En 2015 escribió la obra titulada Everything, Everything, con gran un éxito de ventas del New York Times y la base de una película de 2017 del mismo nombre. En 2016 escribió The Sun Is Also a Star, novela que, también, fue adaptada al cine.

## Biografía
Nicola Yoon creció entre Jamaica y Brooklyn, Nueva York.
Estudió ingeniería  en la Universidad Cornell donde se especializó en ingeniería eléctrica. En el diseño de su currículo lectivo eligió como asignatura optativa la  de escritura creativa, y es aquí cuando ella reconoce que la "enganchó a la escritura". Después de graduarse como ingeniera, Nicola Yoon realizó un máster de Escritura Creativa en Emerson College.

## Carrera profesional
Nicola Yoon, con anterioridad a la publicación de su primer libro, trabajó como programadora para empresas de gestión de inversiones durante 20 años. Su primera novela, Everything, Everything, la escribió después del nacimiento de su hija. Yoon quería escribir un libro que reflejara a su hija. La preocupación de una madre primeriza por proteger a su bebé del peligro, le dio la idea de escribir una historia sobre una niña de 17 años que necesitaba el mismo nivel de protección. A Yoon le llevó tres años escribir el libro, tarea que compaginaba con su trabajo a tiempo completo y la crianza a su hija. Su esposo, el diseñador gráfico coreano-estadounidense David Yoon, hizo las ilustraciones.
Everything, Everything se publicó en septiembre de 2015 y alcanzó el número uno en ventas, según el best seller del New York Times para libros de tapa dura para adultos jóvenes. El libro estuvo 40 semanas en la lista de los más vendidos. Una película del mismo nombre basada en el libro, adaptada por J. Mills Goodloe y protagonizada por Amandla Stenberg y Nick Robinson, fue estrenada en mayo de 2017
El segundo libro de Nicola Yoon, The Sun Is Also a Star, fue publicado en noviembre de 2016 y también alcanzó el número uno en la lista de Best Seller del New York Times. Fue finalista del Premio Nacional del Libro y se incluyó en la lista de The New York Times Book Review de libros infantiles notables de 2016, también fue incluido entre los 10 mejores libros de 2016 por Entertainment Weekly  y el Los Angeles Times. El sol también es una estrella fue honrado como finalista del Premio Amelia Elizabeth Walden en 2017. En diciembre de 2016, se anunció que Warner Brothers y MGM habían adquirido los derechos cinematográficos del libro. La película, dirigida por Ry Russo-Young y protagonizada por Yara Shahidi y Charles Melton, fue estrenada el 17 de mayo de 2019.
Nicola Yoon está asociada a la organización We Need Diverse Books, que promueve la representación de la diversidad en la literatura.
Nicola Yoon contribuyó a realización de la obra colectiva Because You Love to Hate Me, una antología de cuentos escritos por 13 autores que fueron emparejados con 13 BookTubes, quienes proporcionaron indicaciones de escritura. Fue publicado en julio de 2017.
Nicola y David Yoon han firmado un acuerdo de colaboración con Anonymous Content.

## Vida personal
Nicola Yoon vive en Los Ángeles, California, con su esposo David Yoon y su hija.

## Obras
- Everything, Everything. Delacorte Press. 2015. ISBN 9780553496642.
- The Sun Is Also a Star. Delacorte Press. 2016. ISBN 9780553496680.  Ganador del premio John Steptoe 2017 para nuevos talentos.[21]
- Apagón . Libros Quill Tree. 2021. ISBN 978-0063088092. (En coautoría con Dhonielle Clayton, Tiffany D. Jackson, Nic Stone, Ashley Woodfolk y Angie Thomas).[22]